# Palazzo D’Agostino

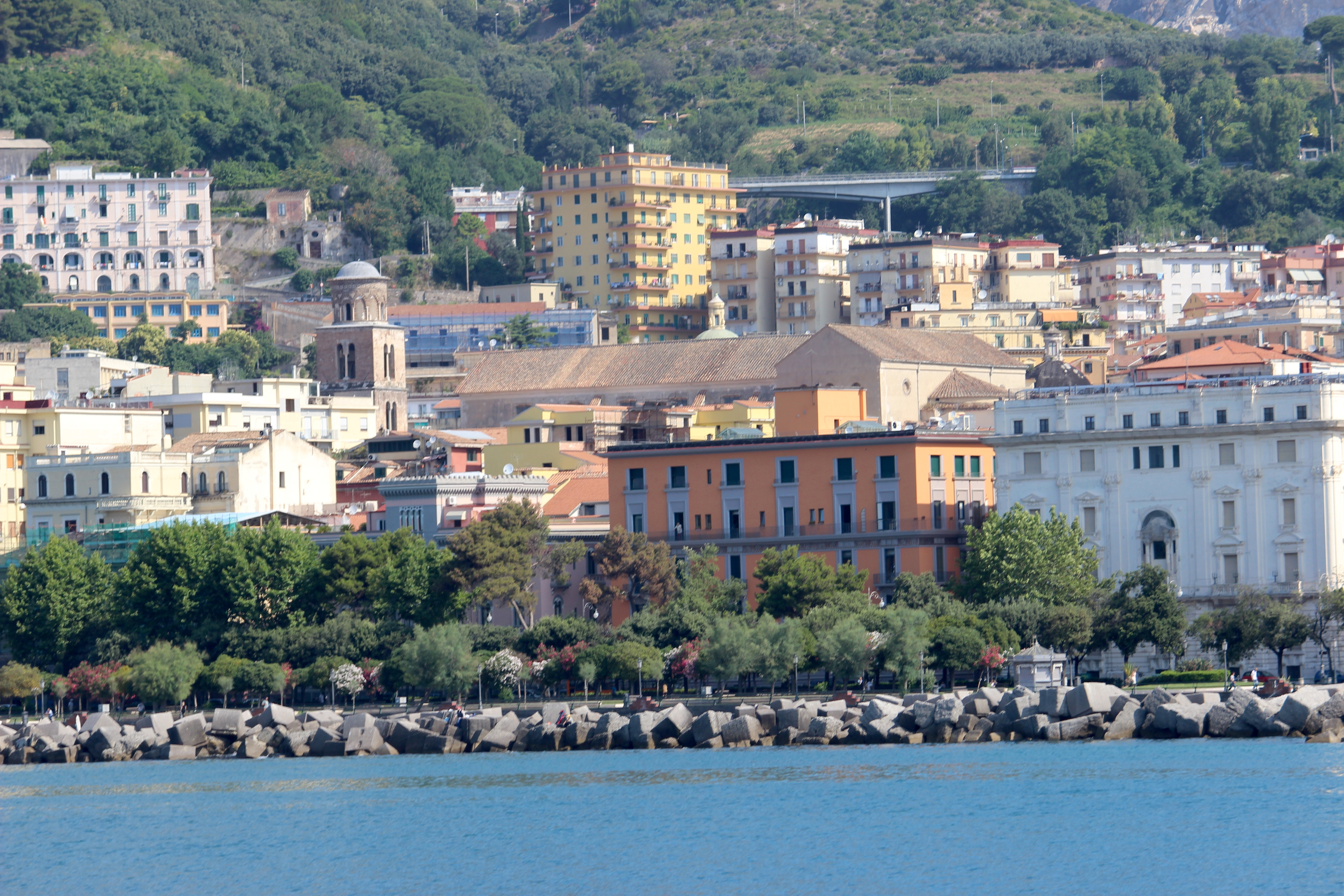
Lungomare von Salerno: In der Mitte der Palazzo D’Agostino

Der Palazzo D’Agostino ist ein Palast aus den 1910er-Jahren in der Via Roma, 33, im Zentrum von Salerno in der italienischen Provinz Kampanien.

## Geschichte
Der Bau des Palastes wurde von der Familie D’Agostino an der Lungomare Trieste beauftragt. Als er 1915 eingeweiht wurde, hatte er nur drei Stockwerke, aber in den 1930er-Jahren, in der Zeit des Faschismus, wurden zwei weitere Stockwerke aufgesetzt.
Das Originalgebäude ist in floralem Stil gehalten und zeigt Halbreliefe mit Ziermotiven über dem Eingangstor und an den Nischen der Balkone. Charakteristisch sind auch die breiten Oberlichte über dem Eingangsportal und die beiden hervorstehenden Objekte an den Schmalseiten.
Der Palazzo D’Agostino ist nach einer renommierten Familie fähiger Künstler, Architekten und Töpfer aus Salerno benannt, deren Stil und Werke noch an den Bodenbelägen und Details einiger Räume zu erkennen sind.
Der Bau wurde bei der Landung der alliierten Truppen in Salerno im September 1943 ernstlich beschädigt.

## Beschreibung
Der Palast hat einen regelmäßigen, rechteckigen Grundriss und besteht aus einem Tiefparterre und fünf weiteren Geschossen. Die Mauern bestehen aus gemischtem Mauerwerk, tragendem Mauerwerk und Stahlbeton. Das Gebäude hat ein Flachdach, das als Terrasse ausgebildet und mit Oberlichten zur Beleuchtung der Gänge versehen ist. Die Decken sind flach. Die Böden sind aus Zementsplitt mit Arabeskenmotiven. Es gibt eine einzügige und eine doppelzügige Treppe mit Marmorverkleidungen. Die Außenfassade zeigt Ziermotive mit Putten in Halbreliefen über dem Eingangsportal und weitere Ziermotive in Blattfriesen an den Fensternischen am Gesims zwischen dem dritten und vierten Stockwerk. Die Innenräume sind mit Stuck verziert.
Unter Leitung des Architekten Matteo d’Agostino wurden im Mai 1934 zwei Stockwerke aufgesetzt. Der Architekt stockte das Gebäude auf, wobei er nur die Ausrichtung der Fenster und Türen und die Farbwerte der unteren Stockwerke übernahm. Mit der Aufstockung wurde das Gebäude auch funktional durch den Einbau eines Aufzugs und einer Klimaanlage aufgewertet.